# Pierre Matthey
Pour l’article ayant un titre homophone, voir Pierre Mathey.
 (mars 2012).
Si vous disposez d'ouvrages ou d'articles de référence ou si vous connaissez des sites web de qualité traitant du thème abordé ici, merci de compléter l'article en donnant les références utiles à sa vérifiabilité et en les liant à la section « Notes et références ».
Pour les articles homonymes, voir Matthey.
Pierre Matthey, né Pierre Alain Matthey de l'Étang le 27 août 1927 à Genève et mort le 23 février 2014 à Tréguier,,, est un artiste peintre suisse.

## Biographie
Après des études classiques, Pierre Matthey part s'installer à Paris en 1946. Il y fréquente une académie mais l'enseignement ne lui convient pas. Il travaille alors seul.
En 1968, il devient chef de l'un des quatre de ceux des ateliers de peinture situé hôtel de Chimay à l’École des Beaux-Arts de Paris, poste qu'il occupera jusqu'en 1992. Il n'eut jamais d'assistant contrairement à la plupart des chefs d'atelier, mais il y eut bien des massiers dans cet atelier. Il a poussé nombre d'élèves à devenir enseignement en peinture car cela faisait partie de son engagement social, étant lui-même très proche des idéaux sociaux de nombre d'artistes très à gauche Par exemple l'un a éte le créateur de l'atelier permanent d'art plastique au L.E.P.M.O. (Lycée Expérimental Polyvalent et Maritime d'Oléron) lors de sa création en 1982.
En tant qu'enseignant, il est rattaché selon Monique Segré au courant de l'« expression abstraite » que proposent aux étudiants les ateliers d'Olivier Debré, Jacques Yankel, Guignebert ou Augereau. Il a notamment eu comme étudiants Pedro de Leon, Corinne Béoust, Fadia Haddad, Hassan Massoudy Salim Le Kouaghet et Alexandre Pugliese (chez Bernheim- Jeune).
Il eut un parcours en peinture changeant passablement son esthétique, son vécu lui inspirait des thèmes, par exemple étant amateur coureur de marathon, il fit de nombreuses toiles évoquant ce sujet à sa manière. Parfois figuratif dans un style proche d'Adami, parfois abstrait gestuel (exposition de 1992 à L'E.N.S. Beaux-Arts/Beaux-Arts de Paris).
« Construisant ses toiles sans travail préparatoire, il met en scène des corps en torsion sur fond monochrome, dans un art à première vue abstrait qui évoque le temps, la danse, la vie et la mort. »
Au cours de ses dernières années, il vivait et travaillait en Bretagne.

## Expositions (sélection)
- 2012 : « Figure libre » du 7 au 10 juin, galerie Nathalie Fiks, Paris
- 2010 : « Dialogue d’Exils[5] », musée de Picardie, Amiens
- 2008 : Galerie Nathalie Fiks, Paris
- 2007 : Le 19, Centre régional d'art contemporain, Montbéliard
- 2006 : Galerie Nathalie Fiks, Paris
- 2004 : Centre culturel Un petit pan de ciel bleu, Salon-de-Provence
- 1998 : Bibliothèque de Choisy-le-Roi, Choisy-le-Roi
- 1996 : Galerie Clivages, Paris
- 1994 : Galerie Regards, Paris
- 1992 : École nationale supérieure des beaux-arts, Paris
- 1991 : Centre d'animation culturelle de Compiègne et du Valois, avec Denis Jourdin et Bernard Roué — Galerie Regards, Paris
- 1982 : Musée des enfants de la Ville de Paris, Paris
- 1980 : Centre national des arts plastiques, Paris
- 1977 : Maison de la culture, Amiens
- 1975 : Maison des arts et de la culture de Créteil, Créteil
- 1970 : Galerie Motte, Paris
- 1968 : Galerie Motte, Genève (Suisse)
- 1966 : Musée Rath, Genève (Suisse)

### Foires, salons
- 2013 : DDessin, atelier Richelieu, galerie Nathalie Fiks[6], Paris
- 2011 : Chic Art Fair et Chic Dessin, galerie Nathalie Fiks, Paris
- 2010 : Chic Art Fair, Galerie Nathalie Fiks, Paris

## Collections publiques
- Musée de Picardie
- Centre national des arts plastiques
- Bibliothèque nationale de France (estampe[7])

## Publications
- Caprices, livre d'artiste (portfolio de 89 pages) à partir de la série de Goya[8]